# Asamblea Federal de Alemania
La Asamblea Federal (en alemán: Bundesversammlung) es uno de los órganos constitucionales de Alemania, cuya única función es la elección del Presidente Federal, con un mandato de cinco años.
Está compuesta por los diputados del Bundestag e igual número de miembros enviados por los parlamentos de los estados federados (Landtage). Estos miembros enviados no tienen que ser diputados; y es usual que al lado de políticos profesionales también se nombre a famosos, deportistas o artistas.
Para la elección del nuevo presidente se necesita una mayoría absoluta en alguna de las dos primeras votaciones o, en caso de no alcanzarse, la mayoría simple en la tercera. La Asamblea Federal se disuelve en cuanto el candidato acepte la elección; la jura del cargo se realiza después en una sesión conjunta de Bundestag y Bundesrat.
Esta forma de elección se debe a las experiencias históricas alemanas. Durante la República de Weimar, el presidente del Reich era elegido directamente por el pueblo, lo cual le daba una posición excesivamente fuerte dentro del equilibrio de poderes políticos. La elección prevista por la Ley Fundamental para la República Federal de Alemania, en cambio, produce una legitimación democrática más indirecta, lo cual también corresponde a una disminución de competencias legales del cargo, ya que el presidente federal casi sólo tiene funciones representativas.
La más reciente reunión de la Asamblea Federal tuvo lugar el 13 de febrero de 2022, reeligiendo presidente federal a Frank-Walter Steinmeier.